# Makiling
Der Mount Makiling, auch manchmal als Mount Maquiling bezeichnet, ist ein Berg in der Provinz Laguna auf der philippinischen Insel Luzon. Er ist ein momentan inaktiver Vulkan, der sich auf bis zu 1090 m über den Meeresspiegel erhebt.

## Naturreservat
Der Berg ist Teil des seit 1910 eingerichtete Waldreservat des Mt. Makiling (MFR), welches insgesamt eine Fläche von 4244 Ha einnimmt. Der höchste Punkt des Schutzgebietes ist der Peak 2. Das Reservat liegt etwa 65 km südlich der Metro Manila und umschließt die Gemeinden Los Baños, Bay und Calamba City in der Provinz Laguna und den Ort Sto. Tomas in der Provinz Batangas. Weiterhin unterteilt sich das MFR in sechs Hauptzonen, die auf die sie begrenzenden Wasserscheiden basieren.
Der Fuß des Berges ist mit hoch aufragendem Dipterocarp-Wald bewachsen, während der Gipfel von kleinem bemoostem Forst bedeckt ist. Die Kontur des Mt. Makiling erinnert in seiner Form an eine liegende Frau, weshalb sich unter den Einheimischen viele Mythen um den Berg ranken. Einer Legende nach stellt das Profil die schlafende Maria Makiling dar, eine mystische Göttin, die dem Volksglauben nach den Berg behütet. In anderen Sagen wird davon erzählt, dass Maria Makiling in dem Berg lebt und ihn vor Schaden durch die Menschen bewahrt.
Das Schutzgebiet besitzt eine reiche Artenvielfalt einheimischer und exotischer Spezies, darunter eine Reihe von Kulturpflanzen, Blumenarten und Farne. Die Vegetation besteht aus schätzungsweise 2048 verschiedenen Pflanzenarten. In gleicher Weise bietet das Gebiet eine ebensolche Vielfalt der Fauna, mit 44 Säugetier-, 241 Vogel-, 69 Reptilien- und 21 Amphibienarten. Das Reservat verfügt zudem über viele interessante Natursehenswürdigkeiten, wie Mudspring, den Makiling Botanischen Garden und die zahlreichen Panoramablicke von den Höhenzügen dieser Gegend.
In dem Bereich um den Berg sind etwa 1225 Menschen registriert, die in insgesamt 280 Haushalten beheimatet sind. Die meisten dieser Familien leben in Gebieten, an denen das Terrain noch nicht so abschüssig ist. Der Großteil der Bewohner des Schutzgebietes entstammt einer eingewanderten Gruppe von ursprünglich 19 Familien, die sich in den Jahren 1898–1899, zur Zeit des Spanisch-Amerikanischen Krieges und des Philippinisch-Amerikanischen Krieges, hier angesiedelt haben. Am Fuße des Berges wird das Land seither kultiviert, so dass es heute durch Agroforstwirtschaft, landwirtschaftlichen Farmen, Plantagen, aber auch durch Urwaldabschnitte und durch Grasslandflächen geprägt ist.

## Legende
Wie bereits erwähnt ranken sich um den Berg viele Legenden, die zumeist von Maria Makiling handeln, eine Diwata (eine Art Waldfee), die man als die Beschützerin des Berges ansieht. Die Konturen des Gebirges sollen sie in einer liegenden Position darstellen.

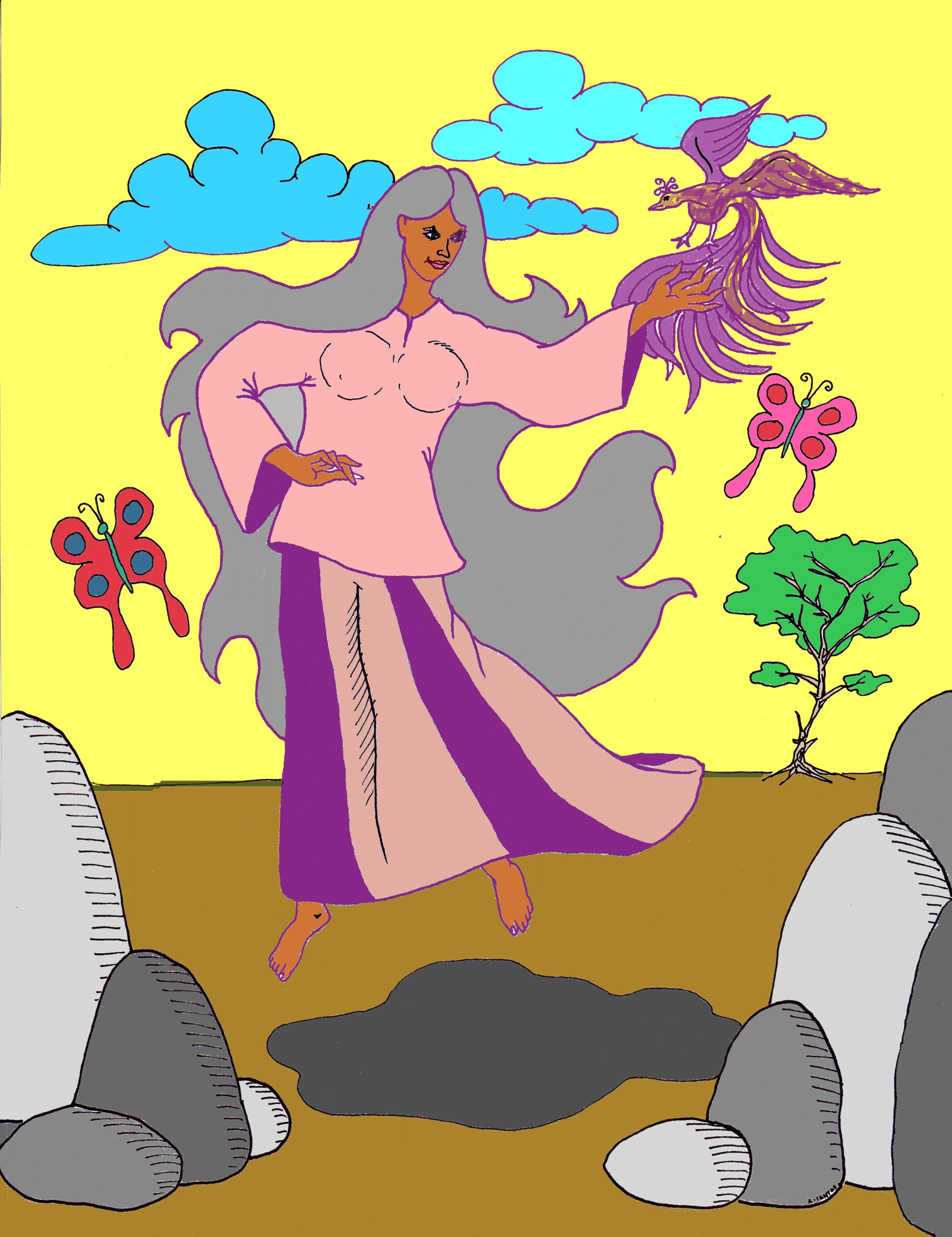
Illustration der Maria Makiling

Eine der populärsten Geschichten berichtet über eine verwunschene Frau, die in den stillen Wäldern am Fuß des Mt. Makiling lebte. Die Leute nannten sie aufgrund ihrer Heimat Maria Makiling. Sie soll eine junge und schöne Frau gewesen sein, da sie die Schönheit und die Ruhe der sie umgebenden Landschaft in sich vereinte. Zu den dort lebenden Menschen war sie nett und barmherzig und teilte mit ihnen unentgeltlich die reichhaltigen Ressourcen, die diese Gegend zu bieten hatte, die Fische im nahen See, die Früchte der Bäume und die Erträge der Felder. Die Menschen konnten sich alles was sie benötigten von ihr borgen, denn ihre Freundlichkeit war weit und breit bekannt gewesen.
Eines Nachmittags wanderte ein Jäger durch ihr Reich. Als er die Schönheit sah, verliebte er sich sofort in sie und sie erwiderte seine Gefühle. Sie trafen sich daraufhin jeden Tag und unterhielten sich miteinander und sie versprachen, sich für alle Zeit zu lieben. Eines Tages wartete Maria wieder auf ihn, doch er tauchte nicht auf und auch die weiteren Tage und Monate kam er nicht mehr bei ihr vorbei. Dann fand sie heraus, dass er eine menschliche Frau gefunden und geheiratet hatte, woraufhin sie sehr enttäuscht und traurig war. Sie war tief gekränkt und realisierte, dass den Menschen nicht zu trauen war, da sie sich von ihr unterschieden und alsbald fühlte sie sich von ihnen ausgenutzt. Ihre Trauer und Frustration wandelte sich in Wut und sie verweigerte fortan den Bäumen das Wachsen der Früchte. Die Tiere und Vögel zogen sich zurück und im See waren in der Folge kaum mehr Fischen zu finden. Die Menschen sahen sie seither nur selten und wenn, dann begegnete man ihr nur in mondlosen Nächten.

## Klettergebiet
Der Mt. Makiling ist ein bekanntes Ziel für Bergsteiger und Kletterer. Die beiden Hauptrouten beginnen am UPLB College von Forestry und im Barangay San Miguel, einem Ortsteil von Sto. Tomas.
Die UPLB-Route wird üblicherweise häufiger benutzt und führt über 4–5 Stunden zum Gipfel des Peak 2. Seit im September 2006 der Typhoon Xangsane größere Zerstörungen an dieser Strecke angerichtet hat, ist die Route seit Oktober 2007 für unbestimmte Zeit nicht mehr begehbar. Die zweite Strecke von Sto. Tomas führt an verschiedenen anderen Höhen des Naturparks vorbei. Sie ist weitaus schwieriger und es nimmt 6–7 Stunden in Anspruch, um den Peak zu erreichen. Beide Routen sind durchaus allgemein etabliert und sicher, obwohl es in den letzten Jahren Berichte über Unfälle und Verletzungen auf diesen Strecken und speziell auf der Sto. Tomas-Route gegeben hat. Kletterer berichten zudem von Begegnungen mit Blutegeln entlang des Weges.

## Sehenswürdigkeiten
- Jamboree Place, ein Zeltplatz am Fuß des Mount Makiling, das der University of the Philippines (U.P.) Los Baños angehört und von den Pfadfinderorganisation der Philippinen genutzt wird. Der Platz war im Jahre 1959 Austragungsort des 10. World Scout Jamboree.
- Der Mud Springs wird allgemein als der Vulkankrater des Mount Makiling angesehen.
- National Arts Center, ein Landfleck am Fuß des Mount Makiling in Nachbarschaft zur U.P. Los Baños, welches vom philippinischen Kulturzentrum geführt wird und der Standort der Philippine High School for the Arts ist, einer speziellen Schule für junge Kunstschüler.
- Pook ni Maria Makiling, ein Standort für Umwelttouristen, der an den Jamboree-Standort angrenzt und Teil des National Arts Center und der U.P. Los Baños ist
- University of the Philippines, Los Baños